# 长筒微孔草
长筒微孔草（学名：Microula longituba）为紫草科微孔草属的植物，为中国的特有植物。分布于中国大陆的西藏等地，生长于海拔3,600米的地区，多生于高山草地，目前尚未由人工引种栽培。